# プミ族
プミ族（プミぞく）は中華人民共和国の少数民族のひとつ。中国語では「普米族」と表記する。主に雲南省の蘭坪、維西、麗江市永勝などの県に住む。

## 自治地方

### 自治県
- 雲南省
  - 蘭坪ペー族プミ族自治県

### 民族郷
- 寧蒗イ族自治県
  - 翠玉リス族プミ族郷

## 言語
言語はシナ・チベット語族チベット・ビルマ語派チャン諸語に属するプミ語を使用する。プミ語は南と北で2つの方言に分かれ、その差は大きい。

## 遺伝子
2004年の研究では、プミ族の約72％がハプログループD (Y染色体)に属す（D-M15が2.13%、D(xM15)が70.21%）ことが判明している。